# Marquesat de Solleric
El Marquesat de Solleric és un títol nobiliari creat el 31 de juliol de 1770 pel rei Carles III a favor de Miquel Vallès-Reus de Solleric i Orlandis, noble mallorquí, cavaller d'Alcántara (des de 1719), regidor perpetu de Palma i senyor de la cavalleria de sa Galera de Felanitx amb referència a la possessió que tenia a Alaró, Solleric. El 2 de juny de 1783 li fou annexada la grandesa d'Espanya honorària pel fet d'haver facilitat la represa de l'illa de Menorca i els honors de ministre de finances.
Per la seva mort sense fills, la successió passà al seu nebot Pere Joan Morell de Pastorix i de Vallès, cavaller de Calatrava. El títol fou rehabilitat per Reial Decret de 4 de desembre de 1981 a favor de Ferran d'Espanya i Morell, V comte d'Espanya. La rehabilitació fou revocada per Reial Decret el 19 de desembre de 1984, i rehabitalitat de nou el 15 d'octubre de 1987 a favor de Faust Morell i Rovira.
L'any 1763 Miquel Vallès-Reus feu construir una residència urbana a Palma, anomenada "palau del marquès de Solleric" (o "can Morell"). Hi sobresurten la façana del Born, on es conjuga la tradició constructiva mallorquina amb l'estil rococó, i l'escala imperial del pati, que porta a una lògia.

## Marquesos de Solleric
|                        | Titular                                   | Període                |
| Creació per Carles III | Creació per Carles III                    | Creació per Carles III |
| ---------------------- | ----------------------------------------- | ---------------------- |
| I                      | Miquel Vallès-Reus de Solleric i Orlandis | 1770-1790              |
| II                     | Pere Joan Morell de Pastorix i de Vallès  | 1790-1807              |
| Rehabilitació          |                                           |                        |
| III                    | Ferran d'Espanya i Morell                 | 1981-1984              |
| IV                     | Faust Morell i Rovira                     | 1987-2003              |
| V                      | Faust Morell i Orlandis                   | actual titular         |